# Roppenský tunel
Roppenský tunel je dvoutubusový silniční tunel na inntálské dálnici A12 v tyrolském Oberlandu v Rakousku. Je dlouhý 5095 metrů (severní tubus) a 5079 metrů (jižní tubus).

## Poloha
Tunel prochází pod strmým jižním svahem Tschirgantu. Slouží jako obchvat úzké soutěsky Imst a jako odlehčení pro obce Karrösten, Karres a Roppen.

## Historie
První tubus tunelu se začal stavět v roce 1987 a byl otevřen v roce 1990. Tubus byl ražen z obou portálů proti sobě a k proražení došlo za necelých dvanáct měsíců od zahájení stavby. Průměrný výkon ražby byl 14,30 m/den.
Od jeho otevření se v něm vyskytlo několik problémů a nehod, které často vedly k dopravním zácpám. V červenci 2006 byla zahájena výstavba druhé (jižní) tunelové trouby. Průměrný denní postup byl 15,70 m. K proražení došlo 30. října 2009. Provoz v něm byl zahájen 23. září 2009. 
Stávající tubus byl do konce roku 2010 zrekonstruován a přizpůsoben novým bezpečnostním normám. Oba tubusy byly předány do provozu 17. prosince 2010. Celkové náklady na kompletní výstavbu činily cca 130 mil. eur.
V roce 2011 projelo tunelem v průměru 19 212 motorových vozidel denně, z toho asi 23 % tvořila nákladní vozidla.
Tunel je monitorován z centrálního dispečinku v St. Jakob am Arlberg, který je v provozu 24 hodin denně. V případě havárie může tunel uzavřít (červená barva) až po upozornění záchranných složek. Po uzavření tunelu je doprava odkloněna po silnici B171 Tiroler Straße.
Pro speciální přepravy o šířce 3,26 m a více musí dispečink v St. Jakob am Arlberg tunel uzavřít.  
Za tunel odpovídá společnost ASFINAG Alpenstraßen GmbH.

### Data
Tunely byly raženy v masívu hory Tschirgant tvořeném hlavně dolomitem a vrstvami raiblu. Na východním úseku prochází svahovými sutěmi, nestabilními sedimenty a morenovým materiálem. Na západní výjezd navazuje most přes Pigerbach. Tunely jsou vedeny paralelně vedle sebe ve vzdálenosti cca 40 m. Nově byly proraženy další příčné průchody a průjezdy mezi oběma tunely, takže průjezdy (celkem sedm) pro vozidla záchranné služby jsou ve vzdálenosti 636 m a průchody (celkem 16) každých cca 212 m.
- Zahájení výstavby nového stavebního tubusu (2. tubus): 27. července 2006
- Délka: 5 097,22 m[5]
- 32 výklenků pro tísňové volání
- 27 hasicích výklenků
- 7 parkovacích výklenků

- Zahájení sanace stávajícího tubusu (1. tubus): 25. září 2009
- Délka: 5 100,00 m[5]
- 26 výklenků pro tísňová volání
- 46 hasicích výklenků
- 7 parkovacích výklenků
- Centrální dispečink: St. Jakob an Arlberg v činnosti 24 hodin
- Dílčí dispečink: Imst

V tunelech je nainstalováno 866 světel, 48 dopravních značek, 62 proměnných LED dopravních značek a 12 informačních nápisů. K osvětlení únikových cest je naistalováno 237 světel, na vozovce je instalováno 1158 LED ukazatelů jízdních pruhů. Tunely monitoruje 172 kamer (CCTV ) a 43 000 systémových datových bodů. Bylo položeno na 181 km energetických kabelů, 130 km řídících kabelů a 97 km optických kabelů.Odkazy